# Abdullah Konushevci
Abdullah Konushevci, född den 1 maj 1958 i Pristina i Kosovo, är en albansk poet.
Abdullah Konushevci studerade albanska språket och albansk litteratur vid universitet i Pristina. Han bedrev även studier i Zagreb i Kroatien. Från och med 1982 är han en reporter för den albanskspråkiga dagstidningen Rilindja. Han har skrivit några diktsamlingar som gjort honom känd hos albanska läsare.